# Place Vendôme
 Place Vendôme (Náměstí Vendôme), původně Place Louis-le-Grand (Náměstí Ludvíka Velikého) je jedno z královských náměstí v Paříži, obdélník se skosenými rohy o rozměrech 213 x 146 m. Vzniklo v letech 1685-1699 na přání krále Ludvíka XIV. podle plánů architekta J. Hardouin-Mansarta.

## Popis
Place Vendôme je velkolepé obdélné náměstí, ležící v 1. obvodu mezi Jardin des Tuileries a Operou, kde je i nejbližší stanice metra. Jeho osou prochází jediná ulice (Rue de la Paix) a uprostřed stojí Vendômský sloup původně z roku 1810. Fasády domů kolem náměstí mají jednotný architektonický vzhled, který se zachoval v téměř neporušené podobě. V posledních letech bylo pod náměstím vybudováno podzemní parkoviště, takže z náměstí zmizela parkující auta.

### Důležité stavby
- Vendômský sloup (collone Vendôme), bronzový triumfální sloup císaře Napoleona I., postavený podle vzoru vítězného sloupu císaře Trajána v Římě. Stojí na místě jezdecké sochy krále Ludvíka XIV., která byla zbořena roku 1792. Sloup je 44,3 m vysoký a má zhruba 3,60 m v průměru, na vrcholu je socha Napoleonova a po obvodu se vine bronzový reliéf o délce 280 m, kde jsou na 425 bronzových deskách znázorněny Napoleonovy bitvy a vítězství z roku 1805. Vnitřkem vede točité schodiště na plošinu nahoře. Sloup byl zbourán roku 1871 za Pařížské komuny a obnoven roku 1873.
- V č. 12 zemřel roku 1849 Fryderyk Chopin.
- V č. 13 sídlí Ministerstvo spravedlnosti, pod jedním z oken v přízemí je umístěn mramorový metr z roku 1795.
- V č. 15 je slavný hotel Ritz.
- V č. 16 předváděl od roku 1778 lékař Mesmer ukázky hypnózy.
- Dům č. 23 si dal postavit skotský finančník John Law, jehož rozsáhlé podvody při zavádění papírových peněz způsobily roku 1720 státní bankrot.

| | \| - N°1 : Hôtel Batailhe de Francès - N°3 : Hôtel de Coëtlogon - N°5 : Hôtel d'Orsigny - N°7 : Hôtel Le Bas de Montargis - N°9 : Hôtel de Villemaré - N°11 : Hôtel de Simiane - N°13 : Hôtel de Bourvallais - N°15 : Hôtel de Gramont - N°17 : Hôtel de Crozat - N°19 : Hôtel d'Évreux - N°21 : Hôtel de Fontpertuis - N°23 : Hôtel de Boullongne - N°25 : Hôtel Peyrenc de Moras \| - N°2 : Hôtel Marquet de Bourgade - N°4 : Hôtel Heuzé de Vologer - N°6 : Hôtel Thibert des Martrais - N°8 : Hôtel Delpech de Chaunot - N°10 : Hôtel de Latour-Maubourg - N°12 : Hôtel Baudard de Saint-James - N°14 : Hôtel de La Fare - N°16 : Hôtel Moufle - N°18 : Hôtel Duché des Tournelles - N°20 : Hôtel de Parabère - N°22 : Hôtel de Ségur - N°24 : Hôtel de Boffrand - N°26 : Hôtel de Noce - N°28 : Hôtel Gaillard de la Bouëxière \| |
| - N°1 : Hôtel Batailhe de Francès - N°3 : Hôtel de Coëtlogon - N°5 : Hôtel d'Orsigny - N°7 : Hôtel Le Bas de Montargis - N°9 : Hôtel de Villemaré - N°11 : Hôtel de Simiane - N°13 : Hôtel de Bourvallais - N°15 : Hôtel de Gramont - N°17 : Hôtel de Crozat - N°19 : Hôtel d'Évreux - N°21 : Hôtel de Fontpertuis - N°23 : Hôtel de Boullongne - N°25 : Hôtel Peyrenc de Moras | - N°2 : Hôtel Marquet de Bourgade - N°4 : Hôtel Heuzé de Vologer - N°6 : Hôtel Thibert des Martrais - N°8 : Hôtel Delpech de Chaunot - N°10 : Hôtel de Latour-Maubourg - N°12 : Hôtel Baudard de Saint-James - N°14 : Hôtel de La Fare - N°16 : Hôtel Moufle - N°18 : Hôtel Duché des Tournelles - N°20 : Hôtel de Parabère - N°22 : Hôtel de Ségur - N°24 : Hôtel de Boffrand - N°26 : Hôtel de Noce - N°28 : Hôtel Gaillard de la Bouëxière |